# Alte Burg (Afholderbach)

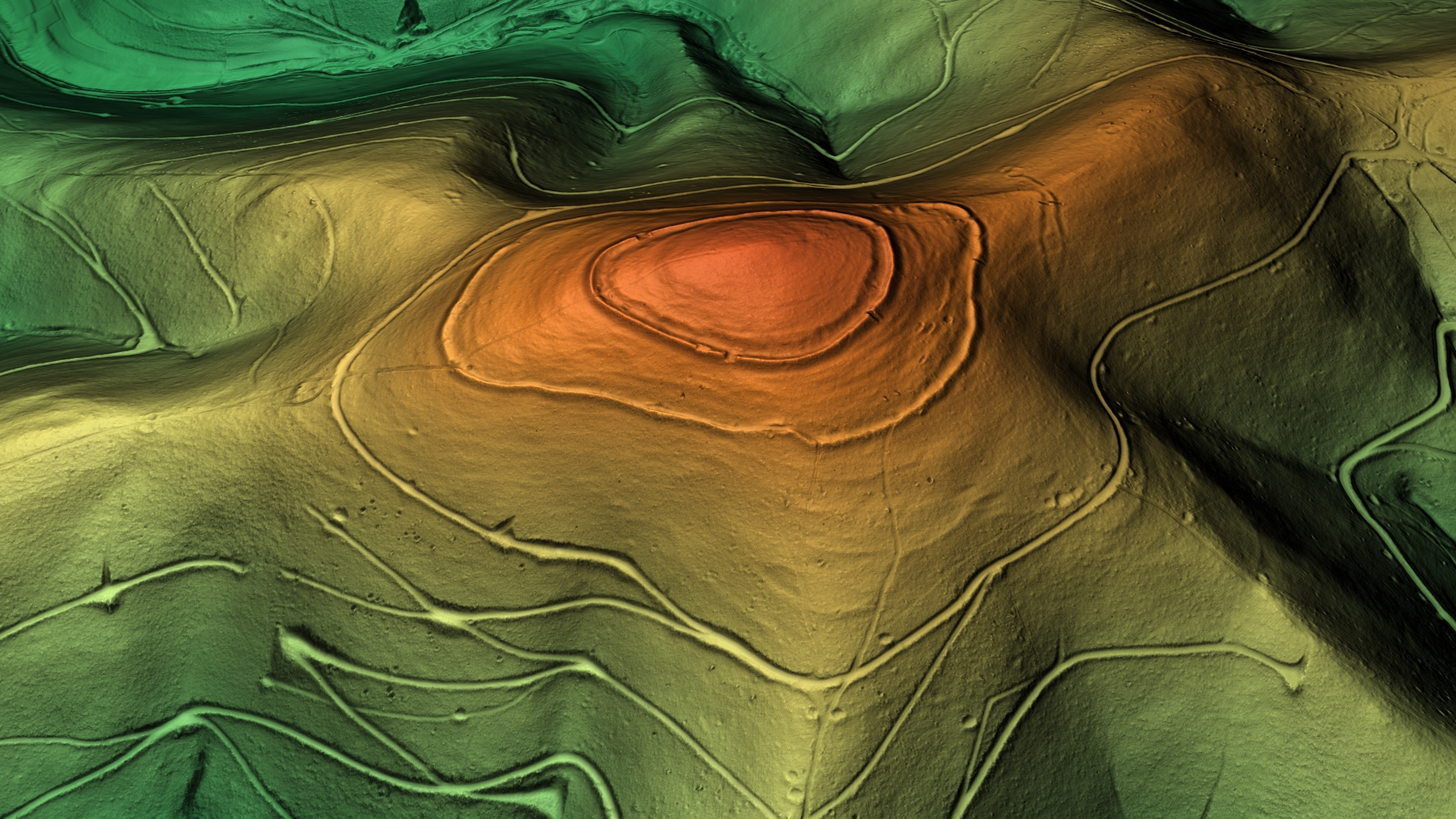
3D-Ansicht des digitalen Geländemodells

Die Alte Burg bei Afholderbach im nordrhein-westfälischen Kreis Siegen-Wittgenstein ist ein 633 m ü. NHN hoher Berg im Rothaargebirge im naturräumlichen Siegerland. Auf ihm liegt als Rest einer ehemaligen Fliehburg und Kultstätte aus der La-Tène-Zeit eine Wallanlage.

## Geographie

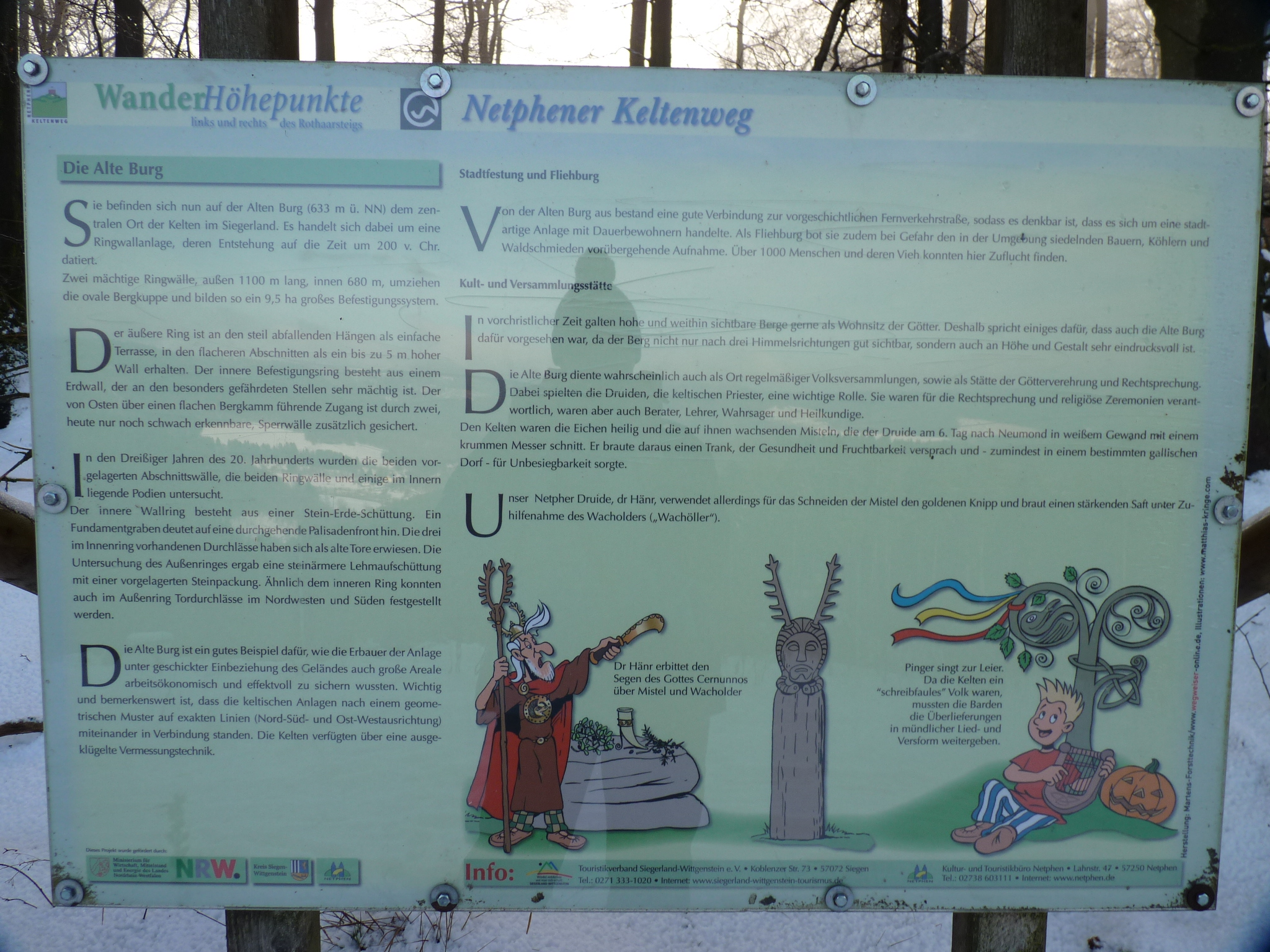
Informationstafel vom Netphener Keltenweg auf der Alten Burg

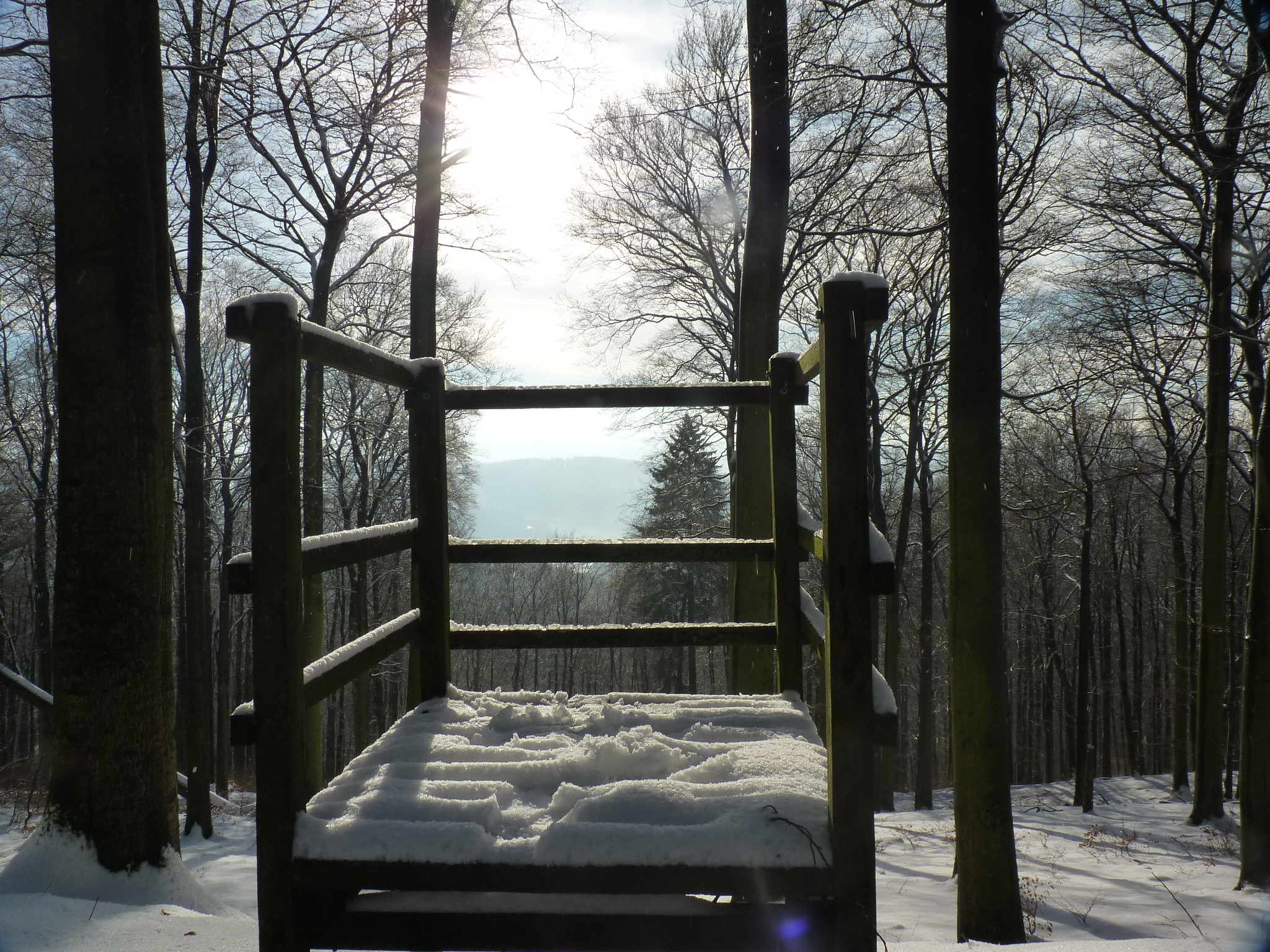
Aussichtspodest auf dem inneren Ringwall der Alten Burg

### Lage
Die Alte Burg erhebt sich in den Südwestausläufern des Rothaargebirges und im Süden des Naturparks Sauerland-Rothaargebirge. Ihr Gipfel liegt etwa 1,7 Kilometer (km) südsüdwestlich von Sohlbach, 1,5 km südöstlich von Afholderbach, 2,2 km nordöstlich von Eschenbach und 2,4 km (jeweils Luftlinie) nordöstlich von Brauersdorf; sie alle sind Ortsteile von Netphen. Der Berg gehört größtenteils zur Gemarkung Obernau, einem abgerissenen Dorf im Becken der heutigen Obernautalsperre. Seine Nordostflanke befindet sich in der Gemarkung Sohlbach, die Nordwestflanke in jener von Afholderbach und seine Südwestflanke in der Gemarkung von Eschenbach. In Richtung Norden und Nordwesten fällt die Landschaft der Alten Burg in das Tal der Netphe ab und nach Süden über den Sporn Leyberg (512 m) zur Obernautalsperre.

### Naturräumliche Zuordnung
Die Alte Burg gehört in der naturräumlichen Haupteinheitengruppe Süderbergland (Nr. 33) und in der Haupteinheit Siegerland (331) zur Untereinheit Siegerländer Rothaar-Vorhöhen (Siegquellbergland; 331.2).

### Berghöhe
Die Alte Burg ist laut topographischen Kartendiensten des Bundesamts für Naturschutz (BfN) 633,0 m hoch. Nahe dem Gipfel ist auf der Deutschen Grundkarte ein trigonometrischer Punkt auf 632,9 m Höhe verzeichnet.

### Fließgewässer
Die Alte Burg ist Teil eines Bergrückens, der die Täler und Nebentäler der Netphe auf der Nord- und Nordwestseite und der Obernau im Südosten trennt. Er beginnt auf dem Gipfel des Breiten Berges (629,2 m) vor dem nördlich laufenden Talabschnitt der obersten Netphe, zieht sich als schmaler Kamm etwa 1500 Meter (m) westlich zum Alte-Burg-Gipfel und fällt von hier aus, ungefähr südwestlich auf den Ort Netphen hin langsam ab, zuletzt breiter und steiler. Die an der Alten Burg entspringenden Bäche fließen deshalb, soweit sie an der Ost- bis Südwestseite entstehen, von rechts zur Obernau, die Quellen südwestlich bis östlich des Berggipfels speisen linke Bäche zur Netphe (Himmelsrichtungen im Uhrzeigersinn).
Am Südhang des mit dem Breiten Berg verbindenden Kamms liegt die Quelle des rechten Asts der Obernau, die in südwestlichem Lauf zur Obernautalsperre fließt. In ihr nimmt sie den auch Leybach genannten Burbach auf, dessen Ursprung weniger als 500 m südsüdwestlich des Alte-Burg-Gipfels liegt.
Über 1200 m im Westsüdwesten vom Gipfelpunkt beginnt der Eschenbach seinen Lauf zum gleichnamigen Dorf. 500 m westlich vom Gipfel entsteht der Zeppenbach, 300 m nordnordöstlich davon der Afferbach und 800 m nordöstlich der nächstgelegene Quellbach des Sohlbachs.
Daneben entspringen auf dem Berg noch einige namenlose Bäche.

## Schutzgebiete
Auf der Alten Burg liegen Teile des Landschaftsschutzgebiets Gemeinde Netphen (CDDA-Nr. 555558489; 1985 ausgewiesen; 117,4529 km² groß). Aus Richtung Nordosten kommend ziehen sich bis auf die Gipfelregion Teile des Fauna-Flora-Habitat-Gebiets Rothaarkamm und Wiesentäler (FFH-Nr. 5015-301; 34,46 km²).

## Wallanlage
Auf der Kuppe der Alten Burg liegt eine Wallanlage mit zwei konzentrischen Ringwällen, der Rest einer ehemaligen Fliehburg und Kultstätte aus der La-Tène-Zeit ab 500 v. Chr. Diese Anlage diente wahrscheinlich nicht nur als Fliehburg für bis zu 1000 Menschen, könnte zudem auch bewohnt gewesen sein, da sie an einer wichtigen Handelsstraßen (der Eisenstraße) lag. Der innere Wall auf etwa 610 bis 620 m Höhe ist über 600 m lang und schließt eine Fläche von etwa 3,5 Hektar (ha) ein, während der äußere auf etwa 590 bis 610 m Höhe über 1100 m lang ist und eine Fläche von etwa 9,5 ha einschließt.

## Verkehr und Wandern
Die Bundesstraße 62 verläuft etwa 1,5 km nordwestlich des Gipfels der Alten Burg im Netphetal durch die Ortschaften Afholderbach und Eschenbach. Etwa 2,3 km ostnordöstlich des Gipfels von Lützel führt die Landesstraße 722 (Eisenstraße des Rothaargebirges) unter anderem an der Siegquelle vorbei nach Lahnhof. Der Berg kann von diesen Straßen ausgehend über Waldwege sowie über die genannten Ortschaften oder am Forsthaus Hohenroth (nahe der L 722 und Ederquelle) erwandert werden.
Der Netphener Keltenweg führt über die Alte Burg. Hinweistafeln mit Illustrationen des Siegerländer Autor und Cartoonist Matthias Kringe erläutern das Leben der Kelten. In Wegnähe befindet sich auf dem inneren Ring der Wallanlage ein kleines Aussichtspodest mit Blick in Richtung Obernautalsperre.